# サルギス
サルギス（Sargïs、生没年不詳）は、モンゴル帝国のオッチギン王家に仕えたウイグル人。『元史』などの漢文史料では撒吉思(sājísī)と記される。

## 概要
サルギスの一族は天山ウイグル王国で代々国相を輩出した名家であり、サルギスはウイグル国の大都督多和思の次男として生まれた。多和思の兄のヨシュムトの息子、すなわちサルギスの従兄弟には天山ウイグル王国がモンゴル帝国に服属するに至るのに大きな役割を果たしたビルゲ・ブカや、チンギス・カンに仕えたユリン・テムルがいる。サルギスは長じるとチンギス・カンの末弟のテムゲ・オッチギンにビチクチ（書記官）として仕えるようになったという。
テムゲ・オッチギンの死後、その長男のジブゲンが早世したため、その息子のタガチャルがオッチギン・ウルス当主に就くこととなった。ところが庶兄のトデ（脱迭）はタガチャルが未だ幼いことを理由にこれを廃して自らがオッチギン・ウルスの当主になろうと企んだ。これに対してサルギスとオッチギン家の千人隊長コルコスンは当時先代カアンのグユクの寡婦として実権を握っていたドレゲネに直訴したため、タガチャルは「皇太弟宝」を与えられて正式にオッチギン・ウルス当主就任を認められた。
サルギスとコルコスンはこの功績によってオッチギン・ウルス内で重きをなし、ウルスを南北に分断してカラウン・ジドゥン（「黒山」の意、現在の大興安嶺山脈）の北側をコルコスンが、南側をサルギスが治めることになった。
第4代皇帝モンケによる南宋親征が始まると、サルギスはタガチャル率いる左軍ではなくモンケ直属の中軍に所属した。合州の釣魚山攻めの際には「勝勢に乗じて一挙に江南を平定してしまうのが良いでしょう」と建言し、モンケから嘉されている。しかし釣魚山攻めの最中にモンケは病死してしまい、次代のカアン位を巡ってクビライとアリクブケの間で帝位継承戦争が勃発することとなった。正当性はアリクブケ側の方にあり多くの諸王はアリクブケ派についたが、サルギスはタガチャルの下に馳せ参じてクビライ派につくことを力説したため、タガチャルはクビライ派につくことを決意した。タガチャルの勢力は帝位継承戦争において大いに活躍し、結果として帝位継承戦争はクビライの勝利に終わった。戦後、サルギスの功績を聞いたクビライは北京宣撫の地位、コンギラト部出身の宮人、金帛・章服を下賜してその功績に報いた。
中統3年（1262年）、李璮の乱が始まると、サルギスはクビライの命によって宗王カビチとともに叛乱鎮圧に出陣した。李璮の居城が陥落し李璮が処刑されると、カビチは住民を鏖にしようとしたが、サルギスはカビチを説得してこれをやめさせた。この功績によってクビライはサルギスにまず山東行省都督の地位を授け、更に経略・統軍二使兼益都路ダルガチに任じようとしたが、サルギスはこれを当初断った。しかしクビライはサルギスの辞退を許さず、また京城の住宅、益都の田地、李璮の財産の一部を下賜した。サルギスは益都路ダルガチとして李璮の乱後の農具不足解消、遊牧領主の田地荒らしの解消などに尽力し、また元李璮の部下でサルギスを殺して南宋に寝返ろうとした毛璋の討伐なども行った。享年は66歳で、後に襄恵と諡されている。孫に大元ウルス末期に高官として活躍したダルマがいる。

## 高昌偰氏
- ヨシュムト（Yošmut ＞堊思弼/èsībì）
  - ビルゲ・ブカ（Bilge buqa ＞仳理伽普華/pǐlǐgā pǔhuá）
  - ユリン・テムル（Yulïn temür ＞岳璘帖穆爾/yuèlín tièmùĕr）
    - イトミシュ・ブカ（Itmiš buqa ＞益弥勢普華/yìmíshì pǔhuá）
    - トドゥンミシュ・ブカ（Tudunmiš buqa ＞都督弥勢普華/dōudūmíshì pǔhuá）
    - カイジュ・ブカ（Qaiǰu buqa ＞懐朱普華/huáizhū pǔhuá）
    - トゥルミシュ（Turmiš ＞都爾弥勢/dōuěrmíshì）
    - バサ・ブカ（Basa buqa ＞八撒普華/bāsā pǔhuá）
    - フレグ・ブカ（Hülegü buqa＞旭烈普華/xùliè pǔhuá）
    - コシャン（Qošang ＞各尚/gèshàng）
    - カラ・ブカ（Qara buqa ＞合剌普華/hélá pǔhuá）
      - 偰文質（xiè wénzhì）
        - 偰直堅（xiè zhíjiān）
        - 偰哲篤（xiè zhédǔ）
          - 偰遜（xiè xùn）
            - 偰長寿（xiè chángshòu）
            - 偰延寿（xiè yánshòu）
            - 偰福寿（xiè fúshòu）
            - 偰慶寿（xiè qìngshòu）
              - 偰循（xiè xún）

            - 偰眉寿（xiè méishòu）

        - 偰朝吾（xiè cháowú）
        - 偰列箎（xiè lièchí）
        - 偰玉立（xiè yùlì）

      - 越倫質（Yügrünči ＞yuèlúnzhì）
        - 善著（shànzhù）

    - トゥケリク・ブカ（Tükellig buqa ＞独可理普華/dúkělǐ pǔhuá）
    - トレ・ブカ（Töre buqa ＞脱烈普華/tuōliè pǔhuá）
- トキシュ（Toqiš ＞多和思/duōhésī）
  - サルギス（Sargïs ＞撒吉思/sājísī）
    -       - ダルマ（Dharma ＞答里麻/dālǐmá）